# Place de la Rougemare
Ne doit pas être confondu avec Combat de la Rougemare et des Flamants.
La place de la Rougemare est une voie publique de la commune française de Rouen.

## Situation et accès
Cette place arborée est située dans le quartier Beauvoisine près du lycée Corneille, sur l’axe menant de la Croix-de-Pierre à la tour Jeanne-d'Arc. Une station de vélos en libre-service Lovélo y est présente.

## Origine du nom
Cette place porte le nom d'un lieu-dit.

## Historique

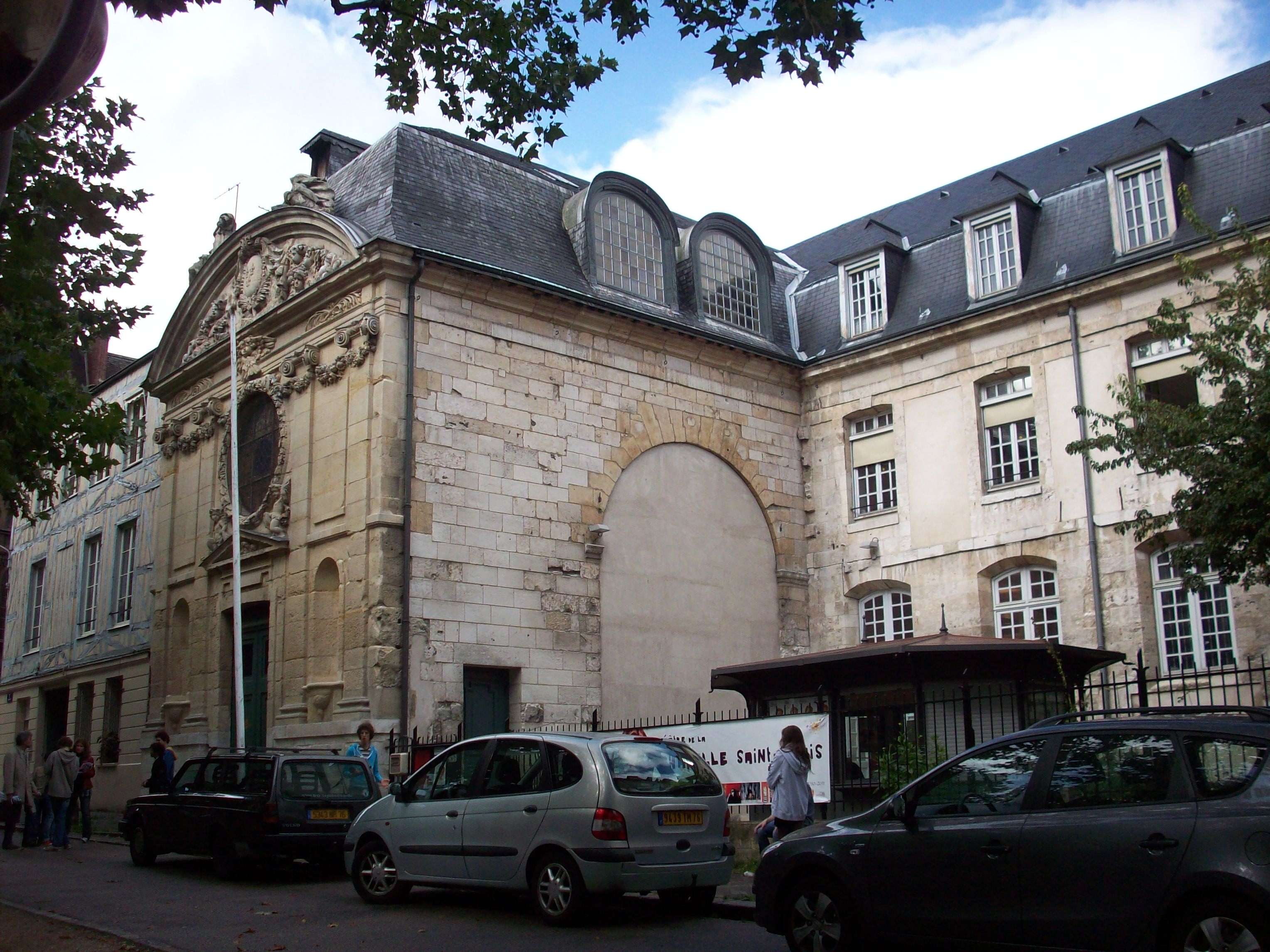
Le théâtre de la Rougemare.

Une coalition, composée des armées d’Othon, roi de Francie orientale, Louis IV d'Outremer, roi de Francie occidentale et Arnould, comte de Flandres, met le siège devant Rouen, afin de contrecarrer l'union du duc de Normandie, Richard Ier de Normandie, avec le duc des Francs, Hugues le Grand. En 949, le duc Richard Ier, sorti par la porte Beauvoisine, fait subir une cuisante défaite à ses ennemis. Cette action a eu en partie lieu à la Rougemare, nom donné par la quantité de sang déversé au sol.
Au milieu du XIIIe siècle, le champ ou pré de la Rougemare, appelé la Rougemare de Péracle par Rondeaux de Sétry, se trouve incorporé dans l’enceinte de la ville de Rouen, quand la porte Beauvoisine est déplacée jusqu'en haut de la rue du même nom.
En 1450, la place devient un marché aux chevaux, jusqu’à la fin du XVIIIe siècle.
Un ancien jeu de paume, situé autour de la place, accueille en 1676 le prieuré Saint-Louis, communauté bénédictine. Une chapelle y est construite, classée monument historique en 1957, qui accueille de nos jours le théâtre de la Rougemare.
La place de la Rougemare est renommée de 1794 à 1795 place de la Révolution. En 1830, cette place accueille le marché au beurre et aux œufs.

## Bâtiments remarquables et lieux de mémoire
- Vieux Logis, construit par Ernest Villette (1898).
- théâtre de la Rougemare
- Marcel Nicolle y est né.

Un certain nombre de constructions autour de la place, par leur qualité architecturale, font partie de l’inventaire général du patrimoine culturel : aux numéros 4, 8, 12, 16 et 18.